# لورینگ پارک (مینیاپولیس)
لورینگ پارک (به انگلیسی: Loring Park) یک منطقهٔ مسکونی در ایالات متحده آمریکا است که در مینیاپولیس واقع شده‌است. لورینگ پارک ۹٬۷۱۸ نفر جمعیت دارد.